# کاتاندا
کاتاندا (به لاتین: Katanda) یک منطقهٔ مسکونی در روسیه است که در جمهوری آلتای واقع شده‌است.